# Bill Nilsson
Bill Nilsson (Hallstavik, 17 de diciembre de 1932 – 25 de agosto de 2013) fue un piloto de motocross sueco, ganador de dos veces campeón del Mundo de motocross en la categoría de 500cc. Fue el primer campeón del mundo de motocross de la historia, ya que ganó la primera edición de este campeonato, la de 1957 (se había estrenado ese año como continuación del Campeonato de Europa que se disputaba desde  1952). Aparte, ganó tres veces el Motocross de les Naciones, formando parte del equipo sueco, y dos veces la dura prueba de enduro Novemberkåsan.
No muy alto (1,70 m de altura), Bill Nilsson era atlético. Se le conocía como Buffalo Bill porque no tenía piedad de sus rivales. Pilotaba con extrema precisión, peros sus principales activos eras su mal humor y su tozudez. Cuando la ausencia de experiencia le perjudicaba, su determinació y su deseo de ganar lo compensaban. Su estilo de pilotaje, basado en la resistencia y el talento, le permitía afrontar obstáculos con  decisión y comodidad, ya fuera barro, charcos, rampas o saltos.

## Palmarés internacional en motocross
| Año           | Motocicleta   | 500cc | MXDN |
| ------------- | ------------- | ----- | ---- |
| 1954          | BSA           | 7º    |      |
| 1955          | BSA           | 2º    | 1º   |
| 1956          | BSA           | 5º    |      |
| 1957          | Crescent-AJS  | 1º    |      |
| 1958          | Crescent-AJS  | 2º    | 1º   |
| 1959          | Crescent-AJS  | 2º    |      |
| 1960          | Husqvarna     | 1º    |      |
| 1961          | Husqvarna     | 2º    | 1º   |
| 1962          | Lito          | 5º    |      |
| 1963          | BNS           | 6º    |      |
| 1964          | ESO-Métisse   | 4º    |      |
| 1965          | ?             |       |      |
| 1966          | Husqvarna     | 15º   |      |
| 1967          | Husqvarna     | 9º    |      |
| Total títulos | Total títulos | 2     | 3    |